# Limón (Costa Rica)
Puerto Limón ou Limón é uma cidade da Costa Rica, capital da província de Limón. Puerto Limón é o principal porto no mar do Caribe do país. A cidade, da mesma forma que a província em geral, é o lar da maioria dos habitantes de descendência africana da Costa Rica. Originalmente da Jamaica, estes habitantes foram trazidos para a região no final do século XIX para construir a estrada de ferro que liga as cidades da San José a Limón.
De acordo com o censo realizado em 2000 a cidade possuía 55.667 habitantes, sua população estimada para 1 de julho de 2004 era de  61.200 habitantes. A região metropolitana possuía cerca de 100.000 habitantes em 2005.

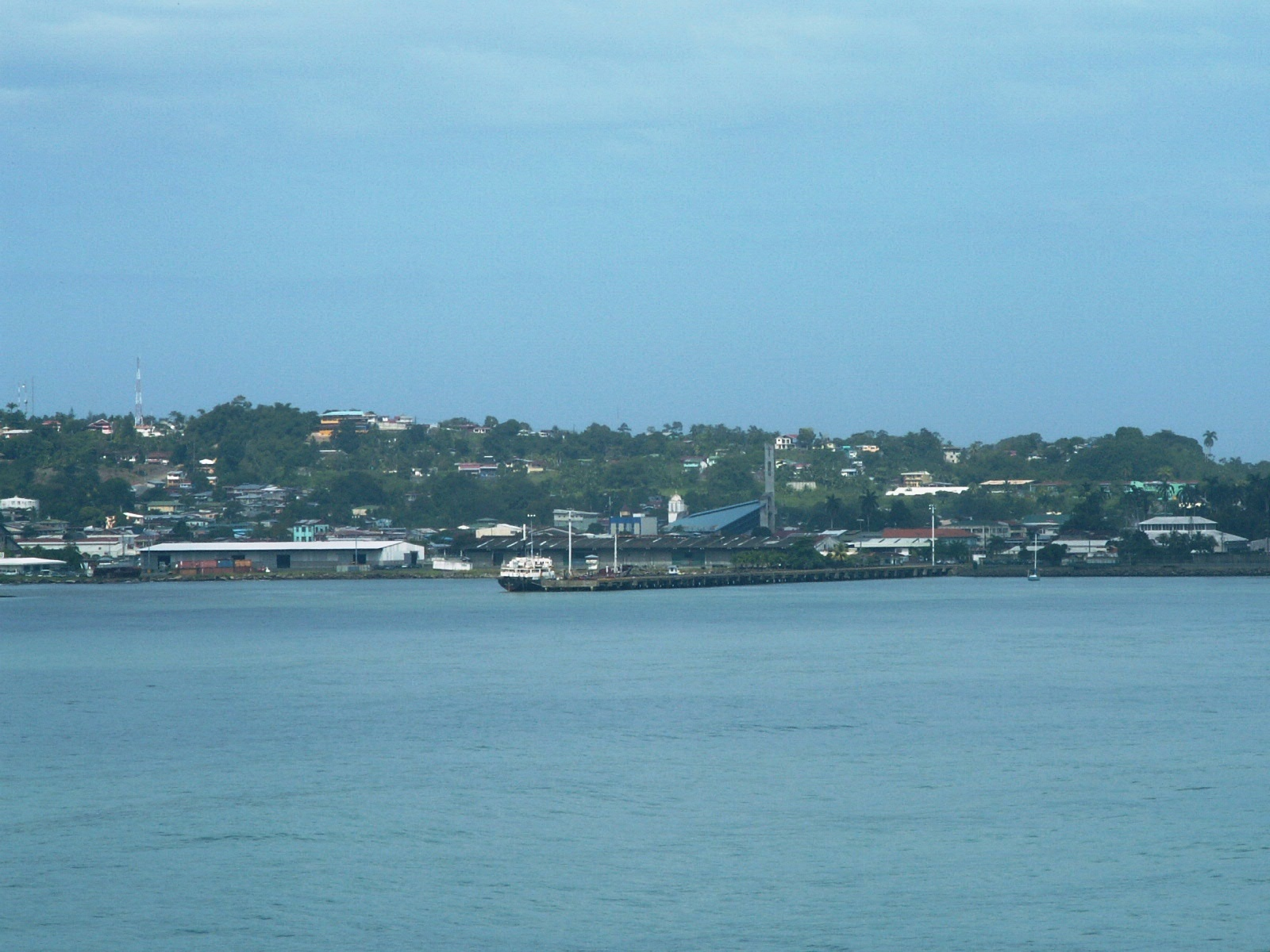
Puerto Limon.

- latitude: 10° 0' 0" Norte
- longitude: 83° 1' 60" Oeste
- altitude: 1 metroPuerto Limon.